# (234761) Rainerkracht
(234761) Rainerkracht est un astéroïde de la ceinture principale.

## Description
(234761) Rainerkracht est un astéroïde de la ceinture principale. Il fut découvert le 22 juillet 2002 à l'Observatoire Palomar par le programme NEAT. Il présente une orbite caractérisée par un demi-grand axe de 2,68 UA, une excentricité de 0,15 et une inclinaison de 6,4° par rapport à l'écliptique.

## Compléments